# Хильдерик II
Хильдерик II (фр. Childéric II; 655 — между 18 октября и 10 ноября 675) — правивший Австразией в 662—675 годах король франков из династии Меровингов.
Второй сын Хлодвига II и Батильды.
Имя Хильдерик в переводе с франкского означает «Сильный в битве» или «Мощный воитель».

## Биография

### Хильдерик приходит к власти
В 656 году, после смерти Сигиберта III, его майордом Гримоальд Старший посадил на трон Австразии своего сына Хильдеберта в обход законного претендента на престол, малолетнего сына умершего короля Дагоберта II. Это вызвало открытое недовольство австразийской знати. Во главе недовольных стоял герцог Вульфоальд, глава семейства, враждебного Пипинидам. Несомненно, что именно Вульфоальд выдал нейстрийцам сначала Гримоальда, а затем и Хильдеберта (662 год). Майордома казнили в темнице. Судьба же Хильдеберта III остаётся неизвестной. Затем Вульфоальд со своими сторонниками обратились к королеве Батильде с просьбой дать им в короли своего сына Хильдерика II, который и был посажен на трон в промежутке между 18 октября и 9 декабря 662 года.

### Отстранение от власти Теодориха III и Эброина
Когда в 673 году умер король Нейстрии Хлотарь III, его майордом Эброин навязал в качестве его преемника, причём единоличным решением, без какого-либо совета с аристократами, Теодориха III, третьего сына Хлодвига II. Знать, во главе с Леодегарием в Бургундии и его братом, графом Парижским Вареном в Нейстрии, обратились к Хильдерику II и его майордому Вульфоальду с просьбой обуздать зарвавшегося Эброина. Хильдерика признали монархом в трёх королевствах, сплотив, таким образом, всё Франкское государство. Теодориха III и Эброина постригли в монахи, первого отправили в аббатство Сен-Дени, а второго — в Люксёйское аббатство в Бургундии.

### Епископ Леодегарий приходит к власти

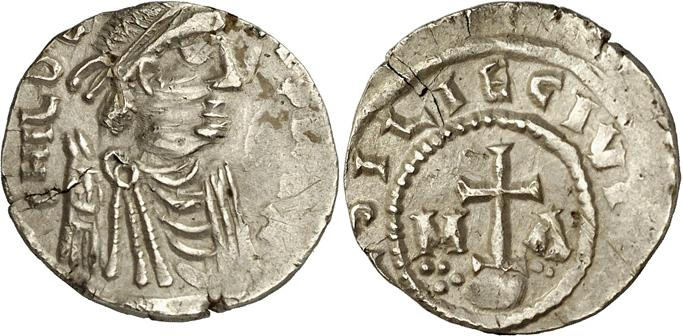
Золотой солид Хильдерика II.

Вместо Эброина его властью стал пользоваться Леодегарий, однако, не принимая самого звания майордома. Известно, что Леодегарий, его брат Герин и их сторонники заставили Хильдерика II подписать три декрета. Смысл первого заключался в том, что каждая область должна пользоваться своими законами и обычаями; второго — высшие должностные лица, герцоги и графы, не могли быть переводимы из одной области в другую; третьим указом упразднялась должность майордома. Полезно отметить, что упразднение этой должности просили только бургундцы и нейстрийцы; Вульфоальд же остался майордомом Австразии.
Через три года Хильдерик, достигший к тому времени совершеннолетия, начал сам царствовать и управлять. Между королём и Леодегарием возникла непримиримая ссора. Кончилось тем, что Леодегарий был исключён из дворца, лишён своего епископства и заключён в Люксельский монастырь. Хильдерик стал распоряжаться властью, по-видимому, самостоятельно. Другого майордома, кроме майордома Австразии Вульфоальда, не наблюдается.

### Герцог Луп воссоздаёт обширное Аквитанское княжество
Между тем, преемник патриция Феликса герцог тулузский Луп, франк по происхождению, воспользовался кризисом власти 673 — 676 годов для того, чтобы завладеть городами Родез и Альби, которые всегда отходили к австразийцам, а затем и Лиможем, традиционно нейстрийским владением. Таким образом, Лупу удалось воссоздать обширное Аквитанское княжество, простиравшееся от Вьенны до Гаронны, контролировавшее Новампопуланию, которая под давлением басков завершила своё превращение в Гасконь.

### Смерть Хильдерика II

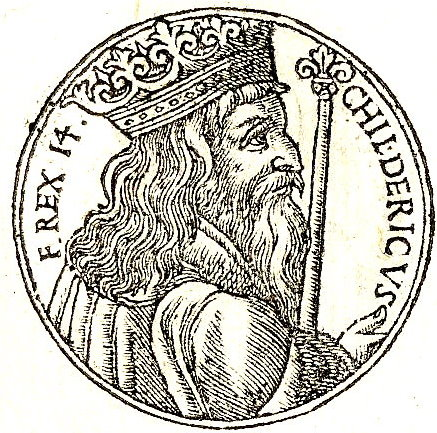
Портрет Хильдерика II из сборника биографий Promptuarii Iconum Insigniorum (1553 год).

Хильдерик II и Вульфоальд были людьми, одержимыми жаждой власти. Все неудобные представители нейстрийско-бургундской знати были ими или отодвинуты в сторону, как Леодегарий, или унижены скорым судом как «благородный франк» Бодилон, которого Хильдерик приказал высечь розгами за какую-то провинность. Против короля возник заговор знати во главе с Бодилоном. Между 18 октября и 10 ноября 675 года король был убит оскорблённым вельможей на охоте, в лесу Логнес (Ливри) на севере Галлии, между Сен-Дени и Шеллем. Вместе с королём погибли его беременная супруга Билихильда и сын Дагоберт. Вульфоальд укрылся в Австразии.
Второй сын, Хильперик II, был сослан в монастырь, где стал известен как монах Даниэль, но в 715 году после смерти Дагоберта III майордом Нейстрии Рагенфред провозгласил его королём. Хильдерик вместе с супругой был похоронен в Сен-Жермен-де-Пре около Парижа. Разграбленные могилы Хильдерика и Билихильды были обнаружены в 1656 году и восстановлены.
Согласно «Истории Реймсской церкви» Флодоарда у Хильдерика и Билихильды также была дочь по имени Амальтильда, которая также была племянницей епископа Реймса Ниварда и женой его преемника Риёля. Однако такая идентификация наталкивается на хронологические и генеалогические нестыковки. Согласно «Житию святого Ниварда», он был воспитан при дворе короля Австразии, хотя Нивард стал епископом в 649 году, а Хильдерик II стал королём только в 662 году. В то же время, как дядя Амальтильды, Нивард должен быть либо сыном Сигиберта III, либо сыном Хлодвига II, но такого сына нет ни у того, ни у другого.